# Estación de Manresa
Manresa es una estación ferroviaria situada en la ciudad española de Manresa en la provincia de Barcelona, comunidad autónoma de Cataluña. Forma parte de las líneas R4 y RL4 de Rodalies de Catalunya. Cumple también importantes funciones logísticas.
No debe ser confundida con las tres estaciones de la línea Llobregat-Anoia de FGC, Manresa-Alta, Manresa-Viladordis y Manresa-Baixador.

## Situación ferroviaria

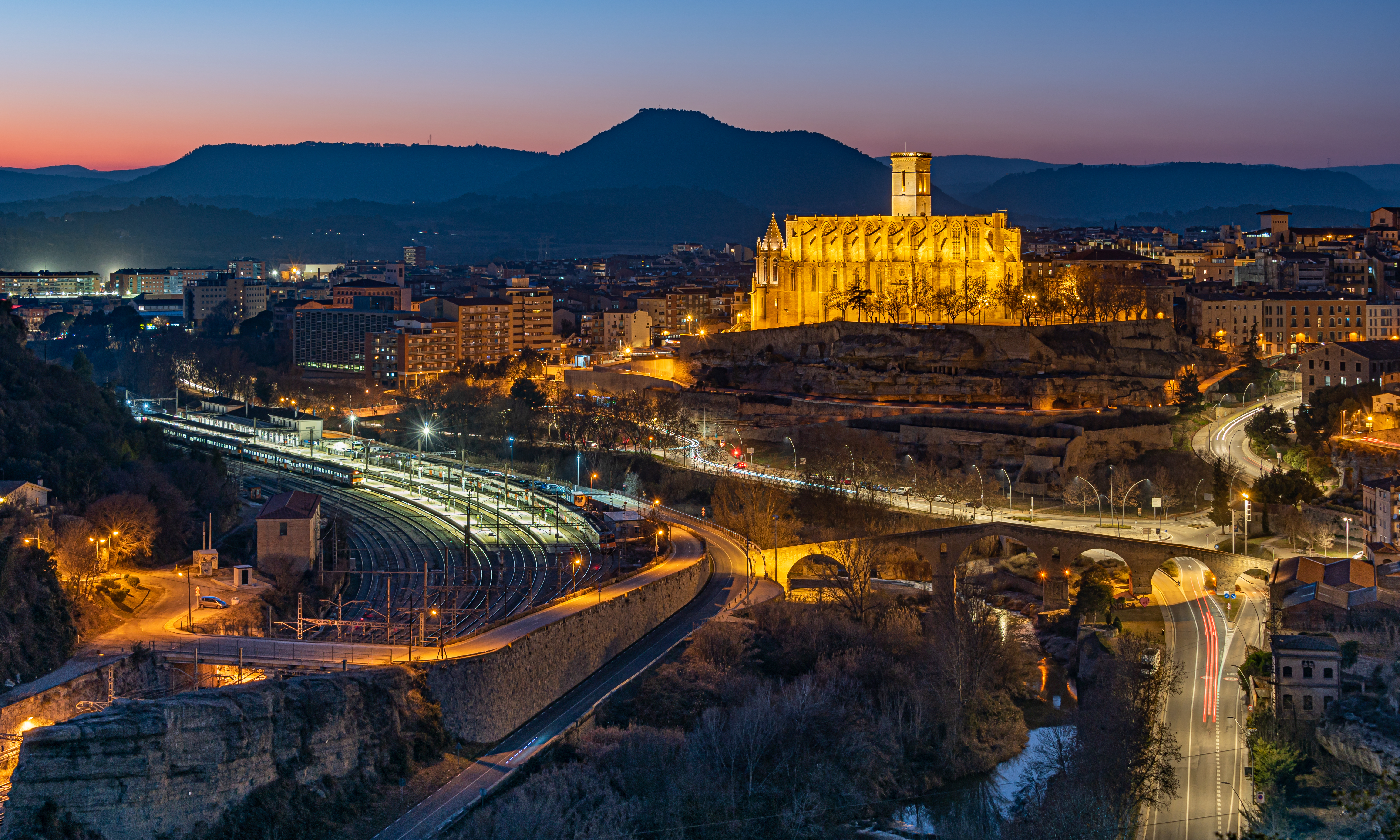
Vista al atardecer de Manresa: a la izquierda las vías de ferrocarril y la estación, más a la derecha el río Cardener y el puente viejo y, al fondo, la Seu de Manresa iluminada.

Se encuentra ubicada en el punto kilométrico 301,7 de la línea férrea de ancho ibérico que une Zaragoza con Barcelona por Lérida y Manresa a 218 metros de altitud. El tramo que es de vía única electrificada entre Lérida y Manresa pasa a ser de vía doble hasta Barcelona.

## Historia
La estación fue abierta al tráfico el 4 de julio de 1859, con la apertura del tramo Manresa-Tarrasa de la línea férrea que pretendía conectar Zaragoza con Barcelona. Las obras corrieron a cargo de la Compañía del Ferrocarril de Barcelona a Zaragoza. Buscando mejorar tanto el enlace de la línea con otros trazados, así como su salud financiera la compañía decidió en 1864 unirse con la empresa que gestionaba la línea férrea que enlazaba Zaragoza con Pamplona, dando lugar a la Compañía de los Ferrocarriles de Zaragoza a Pamplona y a Barcelona. Dicha fusión se mantuvo hasta que en 1878 la poderosa Norte que buscaba extender sus actividades al este de la península logró hacerse con la compañía.
Norte mantuvo la gestión de la estación hasta que en 1941 se produjo la nacionalización del ferrocarril en España y todas las compañías existentes pasaron a integrarse en la recién creada RENFE. 
Desde el 31 de diciembre de 2004 Renfe Operadora explota la línea mientras que Adif es la titular de las instalaciones ferroviarias.

## La estación

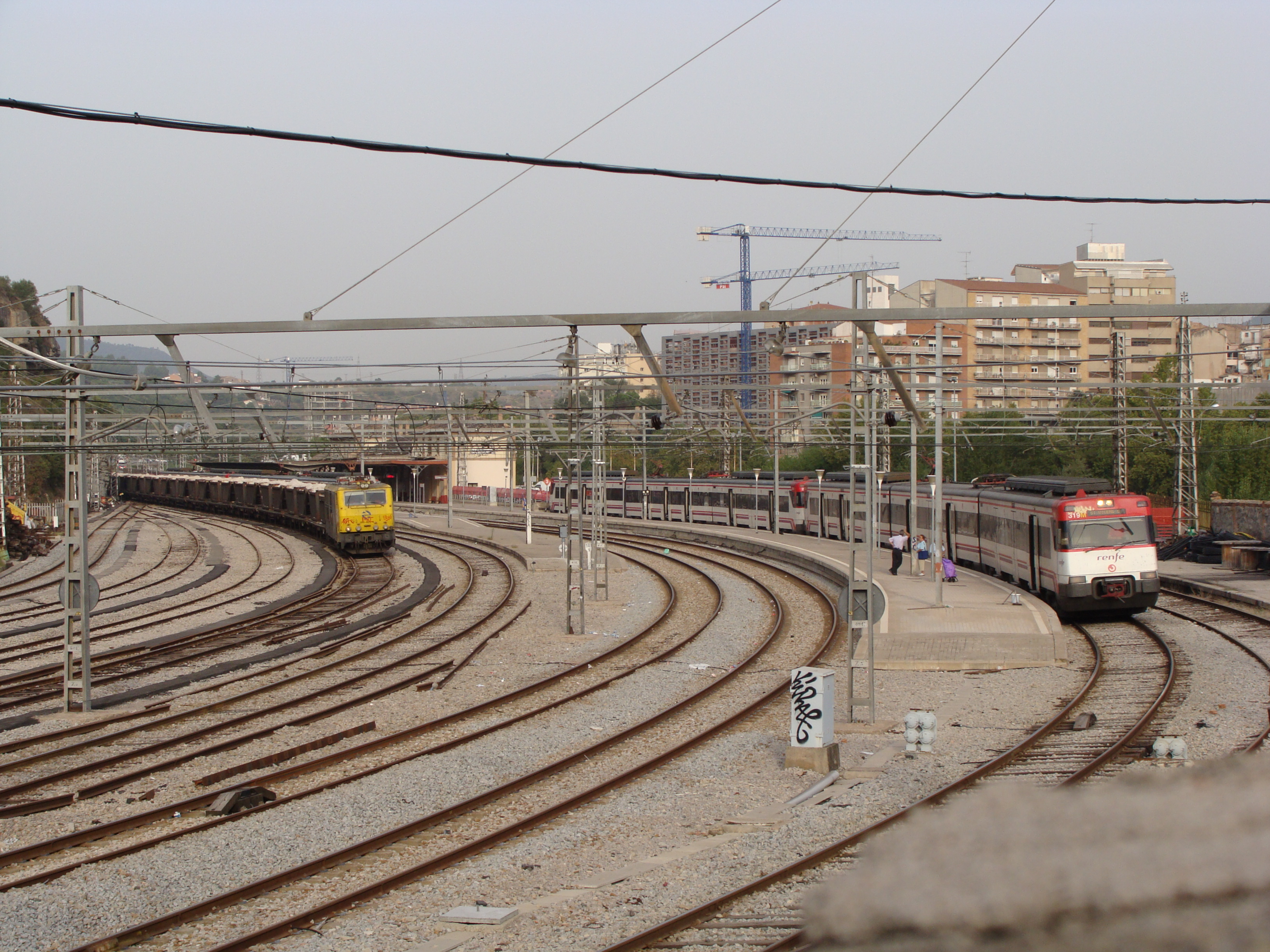
Estación de Manresa

Se encuentra al sur de la ciudad a orillas del río Cardener. La estación cuenta con un edificio para viajeros de grandes proporciones formado por tres pabellones que alcanzan las dos alturas en ambos extremos mientras la parte central es de una sola altura. El pabellón central por el que se accede al recinto cuenta con un pórtico coronado por un frontón triangular. En general toda la construcción luce un aspecto sencillo, sobrio y funcional. En total las instalaciones cuentan con nueve vías numeradas además de otras muchas sin numerar. La vía 1 accede al andén lateral mientras que las vías 2 y 4 lo hacen al central. También tienen accedo a andén las vías 3 y 5 ya que finalizan en toperas en uno de los laterales del edificio y son por lo tanto accesibles desde el andén lateral. El resto de vías numeradas (vías 6, 8, 10 y 12) carecen de andén y son habitualmente usadas por trenes de mercancías. 
La estación cuenta con sala de espera, venta de billetes, cafetería, aseos y un aparcamiento exterior. 

## Servicios ferroviarios

### Cercanías
Forma parte de la línea de cercanías R4 de Rodalies de Catalunya, siendo el terminal oeste de dicha línea. La frecuencia media entre semana es un tren cada 20 minutos, mientras que los fines de semana los trenes circulan cada 30-60 minutos. En el mejor de los casos el trayecto Manresa-Barcelona Sants se cubre en una 1 hora y 17 minutos.
También forma parte de la red la línea RL4 de cercanías de Lleida de Rodalies de Catalunya. La frecuencia entre semana es de 5 trenes por sentido, mientras que los fines de semana son de 4 trenes por sentido.
| << cabecera                                                         | < estación               | línea | estación >               | cabecera >>                |
| ------------------------------------------------------------------- | ------------------------ | ----- | ------------------------ | -------------------------- |
| Rodalies de Catalunya de Renfe                                      |                          |       |                          |                            |
| Hospitalet Martorell Villafranca del Panadés San Vicente de Calders | San Vicente de Castellet |       | terminal                 | terminal                   |
| Rodalies de Catalunya de Renfe                                      |                          |       |                          |                            |
| Lérida Pirineos                                                     | Rajadell                 |       | San Vicente de Castellet | Tarrasa Estación del Norte |